# Club sportif de Korba
 (août 2024).
Si vous disposez d'ouvrages ou d'articles de référence ou si vous connaissez des sites web de qualité traitant du thème abordé ici, merci de compléter l'article en donnant les références utiles à sa vérifiabilité et en les liant à la section « Notes et références ».
Maillots
Le Club sportif de Korba (arabe : النادي الرياضي القربي), plus couramment abrégé en CS Korba, est un club tunisien de football fondé en 1960 et basé dans la ville de Korba.
Le CSK évolue durant la saison 2017-2018 en Ligue II.

## Palmarès
| Compétitions nationales                                                            |
| ---------------------------------------------------------------------------------- |
| - Championnat de Tunisie de deuxième division (1) : - Champion : 1982 (poule nord) |